# Telexová a Gentexová ústředna Praha
Telexová a Gentexová ústředna Praha sloužila k provozování dálnopisu od prosince 1973 v Československu do 1. července roku 2008 v Česku. Ústředna byla uvedena do zkušebního provozu v prosinci 1973 a od 1. ledna 1974 do ostrého provozu. Dodavatelem byla švédská firma LM Ericsson. V roce 1976 byla ústředna kapacitně rozšířena na stávající kapacitu. Jednalo se o typ ARM201/4 - ústřednu 2. generace řízenou registry se sestavováním spojení obchozí cestou (v rámci ústředny se řízení činnosti a předávání volby mezi stupni nedělo po hovorových drátech, ale po speciálním vedení mezi jednotlivými stupni). Spojovací pole bylo z křížových spínačů. Dělilo se do skupin po 200 přenašečích. Účastníci byli napojeni přes účastnické stupně ARB111 s kapacitou 400 přípojných bodů na jeden stupeň ARB. Celková kapacita ústředny byla 3600 účastnických přípojek (9x ARB 111) a cca 1400 přípojek v centrální části ARM.
Ústředna fungovala v budově hlavní pošty v Jindřišské ulici. Před jejím spuštěním měla dálnopisná síť centrálu v Meziměstské a mezinárodní telefonní a telegrafní ústředně na Žižkově, tam byla však v 70. letech naplněna kapacita 1300 přípojek a ústředna tak již nebyla schopná přijímat nové účastníky.

## Součástková základna
Součástková základna sestávala zejména z několika druhů relé. Rtuťových relé RAG – polarizovaná relé (kontakty zatavené ve skleněné baňce s inertní atmosférou s kontakty smáčenými rtutí vzlínáním), jazýčkových relé RAG, dále plochých relé RAH (s plochou cívkou a pouze jedním kontaktovým svazkem, plně vystrojené obsahovalo tři kontaktové svazky a tři cívky vinutí na jednom jhu) a kotvičkových relé RAB a RAF s jedním až třemi kontaktovými svazky. RAB a RAF se od sebe lišila uložením kotvy, šířkou vzduchové mezery a z toho vyplývajícími dobami přítahu a odpadu. RAB bylo rychlejší. Tepelná relé RBB 12 používala pro potřeby časového dohledu (bimetalový kontakt s ohřevným vinutím). Posledním typem byla vícecívková relé RAM, které má 10 cívek a 10 kontaktových svazků, které se připojují na společné páskové sběrnice. Polovodiče byly zastoupeny germaniovými diodami a tranzistory. Datem návrhu spadá tento typ ústředny do roku 1964 (datum na většině plánů).

## Signalizace chyb
Signalizace chyb ústředny se dělá pomocí signalizace na stojanech jednotlivých zařízení, tato signalizace byla agregována do řadové signalizace, tedy souhrnné signalizace za celou řadu. Signalizace z řad byla agregována do návěstního tabla umístěného na ústředně a v místnosti obsluhy. Řadová signalizace obsahovala pět barevných žárovek:
- Červená znamenala vážnou závadu, která měla vliv na poskytování služeb ústředny jako celku. Odstranit se musela okamžitě, ve dne i v noci.
- Zelená znamenala poruchu důležitého zařízení, jehož činnost ale převzalo záložní zařízení, takže porucha neměla vliv na služby poskytované ústřednou. Tuto poruchu bylo nutné odstranit v pracovní době.
- Bílá barva signalizovala nejméně závažnou poruchu, například poruchu jednoho jediného vedení ve spojovacím svazku. Odstraňovala se až na to byl čas.
- Oranžová (světlá) barva nebyla signalizací poruchy, ale upozorněním, že obsluha ručně zablokovala některé zařízení centrální výstroje. Nevhodným ručním blokováním bylo možné ústřednu vyřadit z provozu.
- Oranžová (tmavá) barva znamenala poruchu napájení, od výpadku sítě, až po poruchu nabíjení baterií, nebo závadu měničů.

Pomůckou při odhalování závad bylo registrační zařízení zvané Centralograf. Pokud centrální výstroj při spojování zjistila závadu, byl zavolán centralograf, který vypsal pozici ve spojovacím poli a zařízení centrální výstroje, které se spojování účastnilo.

## Tarifování
Tarifování národního provozu se provádělo pomocí časopásmových počítadel (účastnická počítadla počítala impulsy, jejich frekvence závisela na tarifním pásmu, kde se nacházelo volané číslo) Tarifování mezinárodního provozu se dělo pomocí zařízení Tool Ticketing, které na magnetickou pásku o každém uskutečněném spojení zaznamenalo větu o 50 znacích, která obsahovala údaj o datu spojení, času zahájení, času ukončení spojení, číslo volajícího i volaného a identifikátory důležitých zařízení, které sestavovaly spojení. Od zahájení provozu do roku 1985 byl záznam prováděn na magnetickou pásku o šířce 1/2 palce s hustotou záznamu 200 bit/palec v 7 stopách. V roce 1985 bylo zařízení modernizováno na typ BAN m³ s hustotou záznamu 800 bit/palec v 9 stopách se stejnou šířkou pásky. V roce 2005 se přešlo na zařízení ARTEMIS, které umožňovalo snímání tarifních dat do PC a jejich následný přenos do účtovacího centra po datové síti.

## Stručný popis funkce ARM
Ústředna obsahuje spojovací pole složené z křížových spínačů rozdělených do 4 článků. Jedná se o čtyřčlánkové spojovací pole. To se dělí na příchozí a odchozí skupinu a v rámci skupiny na článek A a B. Příchozi skupiny se značí GI, odchozí GU. Zapojení článků za sebou je tedy GIA-GIB-GUB-GUA. Příchozí vedení jsou zapojena tzv. přenašeči FIR (linkové přizpůsobení) do části GIA, odchozí FUR do části GUA. Pojem příchozí a odchozí značí směr navazování spojení, tedy FIR je pasivní a přijímá spojení, FUR je aktivní a sám spojení inicializuje. Aby se situace zkomplikovala, existují obousměrné GD skupiny a na ně připojené přenašeče FDR. Postup spojení je následující: FIR přijme volání z protější ústředny a pomocí registrové přípojnice RM si přivolá registr REG. Ten přijme volbu – tedy volané číslo od účastníka. Ve chvíli, kdy je dán konec volby, zavolá přes přípojnici směrový marker VM. Tento marker má za úkol analyzovat volané číslo a rozhodnout na jaký spojovací svazek bude volání směrováno. Pomocí relé VL určí volný spojovací svazek. V rámci spojovacího svazku je vyhledáno zařízením TB volné odchozí vedení. Tímto máme určeny přenašeče v GIA (víme na jaké vedení volání přišlo) a v GUA (máme vyhledané volné odchozí vedení). Postup spojování je předán markeru M, který vyhledá a sestaví spojení od GIA do GUA přes GIB a GUB. Po odzkoušení propojení je aktivita předána opět registru, který zařídí komunikaci s následující volanou ústřednou. Po sestavení spojení s následující ústřednou se REG odpojí a na ústředně zůstane aktivní propojení FIR-GIA-GIB-GUB-GUA-FUR. Ostatní části ústředny se mohou věnovat spojování dalších hovorů.

## Signalizace
Základním doporučením pro signalizaci je CCITT U.1 obsahující signalizaci A a B. Doplněním signalizace jsou předpisy U.11 pro signalizaci C pro telex i gentex na interkontinentálních okruzích a U.12 definující koncovou a tranzitní signalizaci D pro mezinárodní dálnopisné sítě. Pro rádiem přenášený provoz je určen protokol dle U.20 používající 7bitovou abecedu zajišťující automatickou korekci chyb. Platné byly pouze značky s určeným poměrem proudových a bezproudových impulsů 3:4. Těchto značek je 35, z nichž 32 se používalo v souladu s MTA 2 a zbývající tři mají speciální význam. Na přijímací straně jsou značky analyzovány a pokud nemají poměr 3:4, je zpět vysílán signál RQ, kterým se žádá opakování značky. Toto trvá tak dlouho, dokud nejsou přijaty značky se správným poměrem. Zařízení, které zajišťuje vysílání značky RQ se jmenuje ARQ (Automatic RQ). Jinými názvy jsou TOR (Teleprinting over Radio) a MUX (Time multiplex). V ČSSR se používalo zařízení Elmux od firmy Siemens. ARQ dále zajišťuje převod mezi 7prvkovou a 5prvkovou abecedou. Značky vysílané účastníkem jsou ukládány do vyrovnávací paměti FRXD (Fully Automatic Reperforator Transmitter Distribution), kde jsou uchovávány v případě, že na rádiovém kanálu z důvodu špatné kvality přenosu probíhá opakování.
Významným doporučením je F.60 definující psané služební signály. Tyto signály používala jak lidská obsluha pro urychlení komunikace mezi sebou, tak technické zařízení, které je vypisovalo k označení provozních stavů. Jmenujme nejzajímavější, celkem je jich definováno asi 36. Ústředna současně se psanými signály psala ještě čas ve tvaru hh.mm z ARB, chybové zprávy z ARM části měly čas ve tvaru hh:mm (místo tečky se psala dvojtečka).
- ABS – účastník nepřítomen, ústředna tento signál vypsala po zasunutí bílého kolíku do zkušebních zdířek účastníka do panelu RL v místnosti dohledu ústředny.
- DER – porucha, ústředna jej vypsala v případě technických problémů na stoji u volaného účastníka.
- GA  – výzva k volbě, ústředna je vypsala pokud od volajícího požadovala zadání volaného čísla
- MOM – čekejte/čekám, automaticky jej ústředna vypsala volajícímu v případě čekání na volné pracoviště poloautomatického přepojovače.
- NA – spojení není dovoleno, většinou z důvodu nedostatečného oprávnění účastníka (například při volání z běžné telexové stanice na gentexové číslo).
- NP – volání na neexistující číslo, nebo neexistující směr.
- NC – nejsou okruhy, vypsáno při vnější blokádě (není volné žádné odchozí vedení), vnitřní blokádě (je volné odchozí vedení, ale není dostupná – volná cesta spojovacím polem k němu), technické závadě ústředny, která znemožnila spojení hovoru.
- OCC – volání na obsazeného účastníka.

## Příklad postupu spojování
Předpokládejme dvoudrátovou účastnickou linku s připojeným strojem, například T100. V klidu je v lince proud 5 mA řekněme A polarity. Druhou polaritu budeme označovat B. Volající stiskne volací tlačítko na volací skříňce. To přemostí ve stroji vestavěný rezistor a proud v lince stoupne na 40 mA stále v polaritě A. Tento proud ústředna vyhodnotí jako požadavek na spojení a otočí polaritu proudu v lince na B s velikostí 40 mA. Na to zareaguje volající stroj a rozeběhne se. Mezitím je v účastnickém stupni ARB sestaveno spojení přes tříčlánkové pole SLA – SLB – SLC až k přenašeči FIRZ7B-H, kterým je ARB napojeno do ARM. Přes tento přenašeč je přivolán registr pro národní volání REG-N. Poté, co je REG-N připraven převzít volbu od účastníka, vyšle význak připravenosti k volbě (25ms dlouhý impulz po hovorových drátech) směrem k ARB. ARB signál zachytí a účastníkovi napíše psaný služební signál GA. Účastník nyní zadává volbu, která se ukládá do registru REG-N. Například 123456+ jakmile stiskne + (znak konce volby) je přes ARM sestaveno spojení postupem popsaným v Stručný popis funkce ARM a je zavolán FUR-H, kterým je napojeno cílové ARB. V rámci ARB je sestaveno spojení na KMT, který zde plní funkci registru. Ten přijme poslední 3 číslice z volaného čísla a kategorii volajícího účastníka. Porovná kategorii volajícího a kategorii voleného a v případě, že spojení není povoleno kategorizačním schématem vypíše služební signál NA a spojení ukončí. Pokud je spojení povoleno, sestaví se spojení přes SLC, SLB a SLA až k linkové sadě volaného a provede se nazkoušení účastnického vedení volaného účastníka. Pokud je na lince stav 40mA polarity B znamená to, že účastník právě koresponduje a je obsazen. V tom případě ústředna napíše služební signál OCC a spojení ukončí. Pokud je v lince 5mA polarity A znamená to, že účastník je v klidovém stavu. Ústředna provede změnu polarity na 5mA B polarity. Na tuto změnu zareaguje stroj volaného a rozeběhne se, čímž se způsobí zvýšení proudu na 40mA B polarity. Pokud se nepodaří rozběh stroje, je vyslán volajícímu signál DER a spojení je ukončeno. Po době nutné k rozběhu stroje je k volajícímu vyslán časový signál ve tvaru hh.mm (např. 10.12) a k volanému kombinace wer das, která spustí na volaném stoji automatické odeslání identifikačního sledu. Tento identifikační sled je předán volajícímu. Sestavení spojení je dokončeno. V činnosti pro toto spojení zůstávají pouze LR – SLA – SLB – SLC – FIRZ7B-H – GIA – GIB – GUB – GUA – FUR-H – SLC – SLB – SLA – LR. Dosud nezmíněné zařízení LR je linkové přizpůsobení, linková sada.

## Bezpečnost dálnopisného provozu
Dálnopis neobsahuje sám o sobě žádné zabezpečení ve smyslu jak tento pojem chápeme dnes (šifrování, hash, elektronický podpis). Jeho bezpečnost spočívala především v oddělení od ostatních sítí a ve složitosti změny volacího znaku. Volací znak je na mechanických strojích vysílán tzv. volačkou. Je to mechanická součástka, kde se pomocí hřebínků poskládal volací znak. Každý hřebínek měl vylamovací zuby, které umožňovaly sestavit jednu dálnopisnou značku. U pozdějších strojů (Siemens S 1000) se volačka měnila pomocí ručního přepájení můstků na desce s diodami, kde se opět sestavovaly jednotlivé dálnopisné značky volacího kódu. Pozdější stroj Olivetti TE 550E měl volací znak nahrán v eprom a při jeho změně se celá eprom musela přeprogramovat. Také odposlech je komplikovanější, protože nelze připojit příposlech paralelně k vedení, to by zneschopnilo oba komunikující. Pro skutečné šifrování bylo třeba použít speciálního zařízení.

## Ústředny obdobné konstrukce v ČSSR
Sesterskou dálnopisnou ústřednou byla ústředna v Brně. Dodavatelem byla firma Nikola Tesla Zagreb, která vyráběla švédskou ARM v licenci pod označením MMC-K57. Konstrukce byla mírně modifikována a v některých částech byly použity modernější součástky – např. integrované obvody nízké integrace. Typ ústředny ARM se používal i v telefonním provozu, například POMO – tedy pomocný mezinárodní stupeň k tehdy kapacitně nedostačující ústředně AKE. Obě, jak AKE, tak POMO jsou dnes zrušeny.

## Plánovaná modernizace tehdejší československé dálnopisné sítě
Jako první byla projektově připravena a také zrealizována obnova dálnopisné ústředny v Bratislavě, kde sloužila voličová ústředna 1. generace. Byla postavena ústředna AXB 20 (jednalo se o ústřednu 3,5 generace řízenou počítačem s elektronickým spojovacím polem). Dodavatelem byl LM Ericsson. Obnova pražské dálnopisné ústředny byla projektově připravena na rok 1991, kdy měla být nahrazena ústřednou AXB 20 opět od LM Ericsson. Politické změny v roce 1989 a následná potřeba masivních investic do telefonních ústředen, spolu s poklesem dálnopisného provozu vedly k zastavení modernizace. Stávající ústředna ARM byla ponechána v provozu.
Vzhledem k dále trvajícímu zájmu o dálnopisný provoz zejména ze strany bank a velvyslanectví byl v roce 1995–1996 vypracován nový záměr na modernizaci dálnopisné sítě. Byla navržena modernizace ústřednou francouzské výroby ELTEX V od firmy Sagem v některé z menších konfigurací (pravděpodobně by se jednalo o verzi Omega). ELTEX V je systém s elektronickým spojovacím polem řízený počítačem PDP11. V roce 1996 byl záměr zařazen do investičního plánu, ovšem z důvodu nedostatku investičních prostředků nebyl zrealizován. Stávající ústředna ARM byla opět ponechána v provozu. Okolní státy svoji dálnopisnou síť modernizovaly. Nejčastěji se jednalo o systémy ELTEX V.